# Lijst van voetbalinterlands Estland - Griekenland
Deze lijst van voetbalinterlands is een overzicht van alle officiële voetbalwedstrijden tussen de nationale teams van Estland en Griekenland. De landen speelden tot op heden vijf keer tegen elkaar. De eerste ontmoeting, een vriendschappelijke wedstrijd, werd gespeeld in Trikala op 18 december 1999. Het laatste duel, een groepswedstrijd tijdens de UEFA Nations League 2018/19, vond plaats op 18 november 2018 in Athene.

## Wedstrijden
| № | Plaats  | Datum            | Competitie                  | Wedstrijd             | Uitslag |
| - | ------- | ---------------- | --------------------------- | --------------------- | ------- |
| 1 | Trikala | 18 december 1999 | Vriendschappelijk           | Griekenland – Estland | 2 – 2   |
| 2 | Athene  | 10 november 2001 | Vriendschappelijk           | Griekenland – Estland | 4 – 2   |
| 3 | Tallinn | 10 oktober 2016  | WK 2018 kwalificatie        | Estland – Griekenland | 0 – 2   |
| 4 | Piraeus | 31 augustus 2017 | WK 2018 kwalificatie        | Griekenland – Estland | 0 – 0   |
| 5 | Tallinn | 8 september 2018 | UEFA Nations League 2018/19 | Estland – Griekenland | 0 – 1   |
| 6 | Athene  | 18 november 2018 | UEFA Nations League 2018/19 | Griekenland – Estland | 0 − 1   |

## Samenvatting
| Competitie          | Totaal gespeeld | Winst Estland | Gelijk | Winst Griekenland | Doelsaldo Estland – Griekenland |
| ------------------- | --------------- | ------------- | ------ | ----------------- | ------------------------------- |
| WK-kwalificatie     | 2               | 0             | 1      | 1                 | 0 − 2                           |
| UEFA Nations League | 2               | 1             | 0      | 1                 | 1 − 1                           |
| Vriendschappelijk   | 2               | 0             | 1      | 1                 | 4 − 6                           |
| Totaal              | 6               | 1             | 2      | 3                 | 5 − 9                           |

Wedstrijden bepaald door strafschoppen worden, in lijn met de FIFA, als een gelijkspel gerekend.

## Details

### Eerste ontmoeting
De eerste ontmoeting tussen Estland en Griekenland vond plaats op 18 december 1999. Het duel, bijgewoond door 6.145 toeschouwers, werd gespeeld in het Ethniko Stadion in Trikala, en stond onder leiding van scheidsrechter Bruno Derrien uit Frankrijk. Hij deelde geen gele kaarten uit. Bij Griekenland maakte Kostas Loumpoutis (Aris Thessaloniki) zijn debuut voor de nationale ploeg. Estland stond onder leiding van interim-bondscoach Tarmo Rüütli.
| Vriendschappelijk (Trikala, Griekenland, 18 december 1999): |              | |
| Griekenland | 2 – 2        | Estland |
| Georgios Georgiadis 18' Nikos Lyberopoulos 52' (pen.) | goals        | 20' Andres Oper 41' Andres Oper |
| Vasilis Daniil | bondscoach   | Tarmo Rüütli |
| Fanis Kateryiannakis Angelos Basinas 75' Kostas Loumboutis 46' Giannis Goumas Marinos Ouzounidis Georgios Koutsis 46' Georgios Georgiadis 64' Dimitris Markos Nikos Frousos Kostas Frantzeskos Nikos Lyberopoulos 58' | opstellingen | Toomas Tohver Andrei Stepanov 55' Urmas Kirs Sergei Hohlov-Simson Urmas Rooba Sergei Terehhov 59' Aivar Anniste Andres Oper Marko Kristal Martin Reim 55' Argo Arbeiter |
| Stelios Venetidis 46' Ieroklis Stoltidis 46' Thomas Kyparissis 58' Pantelis Konstantinidis 64' Georgios Chatzizisis 75'                                                                                               | wissels      | 55' Erko Saviauk 55' Kristen Viikmäe 59' Viktor Alonen |

### Tweede ontmoeting
| Vriendschappelijk (Athene, Griekenland, 10 november 2001):                          |       |                                         |
| Griekenland                                                                         | 4 – 2 | Estland                                 |
| Demis Nikolaidis 6' Demis Nikolaidis 10' Vassilis Tsartas 25' Nikos Machlas 39'     | goals | 44' Kristen Viikmäe 77' Indrek Zelinski |
| - Debuut van doelman Konstantinos Chalkias (Iraklis Thessaloniki) voor Griekenland. |       |                                         |

EJL · A-internationals · Bondscoaches · Statistieken · Estisch vrouwenelftal · Olympisch elftal · Estland U21 · Estland U20 · Estland U19 · Estland U18 · Estland U17 · Estland U16
1920 – 1929 ·
1930 – 1939 ·
1940 – 1949 ·
1950 – 1990 · 
1990 – 1999 ·
2000 – 2009 ·
2010 – 2019 ·
2020 − 2029
OS 1924
1920 ·
1921 ·
1922 ·
1923 ·
1924 ·
1925 ·
1926 ·
1927 ·
1928 ·
1929 · 
1930 · 
1931 · 
1932 · 
1933 · 
1934 · 
1935 · 
1936 · 
1937 · 
1938 · 
1939 · 
1940 · 
1941 · 
1942 · 
1943 · 1944 · 
1945 · 
1946 · 
1947 · 
1948 · 
1949 · 
1950 – 1990 · 
1991 · 
1992 · 
1993 · 
1994 · 
1995 · 
1996 · 
1997 · 
1998 · 
1999 · 
2000 · 
2001 · 
2002 · 
2003 · 
2004 · 
2005 · 
2006 · 
2007 · 
2008 · 
2009 · 
2010 · 
2011 · 
2012 · 
2013 · 
2014 · 
2015 · 
2016 ·
2017 ·
2018 ·
2019 ·
2020
Albanië ·
Andorra ·
Angola ·
Antigua en Barbuda ·
Argentinië ·
Armenië ·
Azerbeidzjan ·
België ·
Bosnië-Herzegovina ·
Brazilië ·
Bulgarije ·
Canada ·
Chili ·
China ·
Cyprus ·
Denemarken ·
Duitsland ·
Ecuador ·
Egypte ·
El Salvador ·
Engeland ·
Equatoriaal-Guinea ·
Faeröer ·
Fiji ·
Filipijnen ·
Finland ·
Frankrijk ·
Georgië · 
Gibraltar ·
Griekenland ·
Hongarije ·
Hongkong ·
Ierland ·
IJsland ·
Indonesië ·
Irak ·
Israël ·
Italië ·
Jordanië ·
Kazachstan ·
Kirgizië ·
Kroatië ·
Letland ·
Libanon ·
Liechtenstein ·
Litouwen ·
Luxemburg ·
Malta ·
Marokko ·
Mexico ·
Moldavië ·
Montenegro ·
Nederland ·
Nieuw-Caledonië ·
Nieuw-Zeeland ·
Noord-Ierland ·
Noord-Macedonië ·
Noorwegen ·
Oekraïne ·
Oezbekistan ·
Oman ·
Oostenrijk ·
Polen ·
Portugal ·
Qatar ·
Roemenië ·
Rusland ·
Saint Kitts en Nevis ·
San Marino ·
Saoedi-Arabië ·
Schotland ·
Servië ·
Slovenië ·
Slowakije · 
Spanje ·
Tadzjikistan ·
Thailand ·
Trinidad en Tobago ·
Tsjechië ·
Turkije ·
Turkmenistan ·
Uruguay ·
Vanuatu ·
Venezuela ·
Verenigde Arabische Emiraten ·
Verenigde Staten ·
Vietnam ·
Wales ·
Wit-Rusland ·
Zweden ·
Zwitserland
EPO · A-internationals · Bondscoaches · Selecties · Grieks vrouwenelftal · Olympisch elftal · Griekenland U21 · Griekenland U20 · Griekenland U19 · Griekenland U18 · Griekenland U17 · Griekenland U16
1920 – 1929 ·
1930 – 1939 ·
1940 – 1949 ·
1950 – 1959 ·
1960 – 1969 ·
1970 – 1979 ·
1980 – 1989 ·
1990 – 1999 ·
2000 – 2009 ·
2010 – 2019 ·
2020 − 2029
EK 1980 · 
EK 2004 · 
EK 2008 · 
EK 2012
WK 1994 · 
WK 2010 · 
WK 2014
OS 1920 · 
OS 1952 · 
OS 2004
1920 · 
1921–1928 · 
1929 · 
1930 · 
1931 · 
1932 · 
1933 · 
1934 · 
1935 · 
1936 · 
1937 · 
1938 · 
1939–1947 · 
1948 · 
1949 · 
1950 · 
1952 · 
1952 · 
1953 · 
1954 · 
1955 · 
1956 · 
1957 · 
1958 · 
1959 · 
1960 · 
1961 · 
1962 · 
1963 · 
1964 · 
1965 · 
1966 · 
1967 · 
1968 · 
1969 · 
1970 · 
1971 · 
1972 · 
1973 · 
1974 · 
1975 · 
1976 · 
1977 · 
1978 · 
1979 · 
1980 · 
1981 · 
1982 · 
1983 · 
1984 · 
1985 · 
1986 · 
1987 · 
1988 · 
1989 · 
1990 · 
1991 ·
1992 · 
1993 · 
1994 · 
1995 · 
1996 · 
1997 · 
1998 · 
1999 · 
2000 · 
2001 · 
2002 · 
2003 · 
2004 · 
2005 · 
2006 · 
2007 · 
2008 · 
2009 · 
2010 · 
2011 · 
2012 · 
2013 · 
2014 · 
2015 · 
2016 · 
2017 · 
2018 ·
2019 ·
2020 ·
2021 ·
2022 ·
2023
Albanië ·
Argentinië ·
Armenië ·
Australië ·
België ·
Bolivia ·
Bosnië en Herzegovina ·
Brazilië ·
Bulgarije ·
Canada ·
Chili ·
Colombia ·
Costa Rica ·
Cyprus ·
Denemarken ·
DDR · 
Duitsland ·
Ecuador · 
Egypte ·
El Salvador ·
Engeland ·
Estland ·
Ethiopië ·
Faeröer ·
Finland ·
Frankrijk ·
Georgië ·
Ghana ·
Gibraltar ·
Honduras ·
Hongarije ·
Ierland ·
IJsland ·
Israël ·
Italië ·
Ivoorkust ·
Japan ·
Joegoslavië ·
Kameroen ·
Kazachstan ·
Kosovo ·
Kroatië ·
Letland ·
Libië ·
Liechtenstein ·
Litouwen ·
Luxemburg ·
Malta ·
Marokko ·
Mexico ·
Moldavië ·
Montenegro ·
Nederland ·
Nieuw-Zeeland ·
Nigeria ·
Noord-Ierland ·
Noord-Korea · 
Noorwegen ·
Oekraïne ·
Oostenrijk ·
Palestina ·
Paraguay · 
Polen ·
Portugal ·
Qatar ·
Roemenië ·
Rusland ·
San Marino ·
Saoedi-Arabië · 
Schotland ·
Senegal · 
Servië · 
Slovenië ·
Slowakije ·
Sovjet-Unie ·
Spanje ·
Syrië ·
Tsjechië ·
Tsjecho-Slowakije ·
Turkije ·
Verenigde Staten ·
Wales ·
Wit-Rusland · 
Zuid-Korea ·
Zweden ·
Zwitserland
Colombia (2014) · 
Costa Rica (2014) · 
Duitsland (2012) · 
Ivoorkust (2014) · 
Japan (2014) ·
Polen (2012) ·
Portugal (2004, 2) · 
Rusland (2008) ·
Rusland (2012) ·
Spanje (2008) ·
Tsjechië (2012) ·
Zuid-Korea (2010) ·
Zweden (2008)